# Messier 88
Messier 88 sau M88 este o galaxie spirală.